# Moy Yat
Moy Yat (梅 逸) (28 de junho de 1938 - 23 de janeiro de 2001) foi um artista marcial, pintor, entalhador de carimbos, calígrafo, professor e autor chinês. Foi aluno de Yip Man, mestre de Ving Tsun.

## Carreira
Moy Yat foi um mestre de Ving Tsun (詠 春, também romanizado como Wing Chun ou Wing Tsun), estilo de Kung-Fu. Treinou em Hong Kong sob a supervisão de seu Si fu, Yip Man, primeiro como aluno, de 1957 a 1962, depois como instrutor até à morte de Yip Man em 1972. Após a morte de Yip Man, Moy Yat mudou-se para Nova York onde ensinou até se aposentar aos 60 anos. De acordo com a revista Inside Kung-Fu, ele foi "... considerado entre os melhores professores de artes marciais de todos os tempos. " Seus alunos incluíram Sunny Tang e Leo Imamura.

## Trabalhos Publicados
Moy Yat foi o autor de seis livros: 108 Muk Yan Jong; Wing Chun Kuen Kuit; A Legend of Kung Fu Masters;Dummy: A Tool for Kung Fu; Wing Chun Trilogy; e Luk Dim Poon Kwan,Wing Chun Kuen Kuit inclui impressões das famosas esculturas de pedra de Moy Yat da história, linhagem e princípios principais do estilo Ving Tsun de Kung-Fu.

## Reconhecimento Internacional
Após a morte de Moy Yat em 2001, William Cheung, grande líder de sua própria linhagem de Ving Tsun, disse: "A morte de Moy Yat é uma grande perda não só para o Wing Chun, mas também para o mundo. Ele era um homem muito erudito, um bom pintor, poeta, artista e um cavalheiro. Esta é uma grande perda para a cultura chinesa ". Como forma de reconhecimento na ocasião dos Jogos Olímpicos de 2008 e do Torneio Wushu de Pequim 2008, ambos realizados na República Popular da China, o governo chinês emitiu uma série de selos postais comemorativos e um álbum colecionável sobre os tesouros chineses de Wushu, em uma tiragem limitada de 7200 cópias. O álbum apresenta os melhores praticantes de Wu Shu  de todos os tempos, incluindo Moy Yat.

## Estudantes Sênior
Dos milhares de estudantes que ele ensinou ao longo de sua carreira, Moy Yat nomeou seus cinco estudantes seniores em seu último trabalho publicado, Luk Dim Poon Kwan: "Jeffrey Chan, Sunny Tang, Henry Moy, Lee Moy Shan, Micky Chan e Leo Imamura".